# Parabagliettoa dufourii
Parabagliettoa dufourii är en svampart som först beskrevs av Augustin Pyrame de Candolle, och fick sitt nu gällande namn av Gueidan & Cl. Roux. Parabagliettoa dufourii ingår i släktet Parabagliettoa och familjen Verrucariaceae.   Inga underarter finns listade i Catalogue of Life.
I den svenska databasen Dyntaxa används istället namnet Verrucaria dufourii för samma taxon.  Arten är reproducerande i Sverige.